# Passager aérien
Le passager aérien est une personne qui utilise les services d'une compagnie aérienne pour effectuer un déplacement. Il est essentiellement concerné par les aspects commerciaux, confort et sécurité liés au choix de la compagnie aérienne, prestataire principal ou unique du service.

## Évènements marquants de l'histoire du voyage aérien[1]
- 1914 : Premier vol commercial régulier entre Saint Petersburg et Tampa, Floride.
- vers 1920 : Début des services postaux aériens qui ouvrent la voie aux services passagers.
- 1935 : Inauguration par la Pan Am des vols commerciaux trans-Pacifique par hydravions
- 1955 : Début de l'âge d'or du transport aérien. Premiers avions de ligne pressurisés. La barre des 40 millions de passagers est dépassée aux États-Unis
- 1958 : Mise en service du Boeing 707 permettant des vols trans-Atlantique sans escale.
- 1960 : Les services aériens sont contrôlés par les gouvernements. Les compagnies se concurrencent par la qualité du service.
- 1970 : Mise en service du Boeing 747. La barre des 170 millions de passagers est atteinte aux États-Unis
- 1971 : La première compagnie à bas coûts, Southwest Airlines, commence son exploitation
- 1976 : Première législation protégeant les passagers contre les sur-réservations
- 1976 : Mise en service du Concorde. La parenthèse du supersonique durera jusqu'en 2003
- 1978 : Suppression du contrôle commercial des compagnies aériennes aux États-Unis
- 1987 : Début de la concurrence sauvage entre compagnies aériennes entraînant la faillite de nombreuses compagnies
- 2001 : Début de la différenciation de politique commerciale entre la classe économique (service basique et prestations annexes payantes calqué sur les compagnies à bas coûts) et les classes Premium, Affaire, Première (tous services inclus)
- 2013 : Le taux moyen de remplissage des vols atteint 84 % malgré l'augmentation de l'offre de sièges par avion
- 2015 : Seules 4 compagnies majeures sont en concurrence aux États-Unis, contre 25 à la fin des années 1980[2]

## Le bon vieux temps - Le voyage aérien avant la dérégulation[1]
La mise en service du Boeing 707 par la compagnie américaine PanAm en 1958 est un exemple de saut technologique. Le vol transatlantique entre New York, sur la côte est des États-Unis, et les capitales de l'Europe de l'Ouest telles que Londres ou Paris nécessitait 14 heures de vol auxquelles s'ajoutaient les temps d'escale technique à Shannon, Irlande et à Gander, Terre-Neuve. L'introduction de l'avion à réaction dans la flotte des grandes compagnies aériennes au cours des années 1960 a réduit le temps de vol à 7 heures grâce à l'augmentation de la vitesse et de la distance franchissable sans escale.
Le prix du billet, l'affectation des routes et donc la régulation de la concurrence, étaient contrôlés par les États, en particulier sur les lignes internationales où la réciprocité était habituelle. Les billets émis par les compagnies appartenant à l'AITA étaient transformables et transférables, c'est-à-dire que le billet pouvait être utilisé à n'importe quelle date pendant sa durée de validité et sur n'importe quelle compagnie.
Dans ces conditions les compagnies aériennes qui disposaient d'avions aux cabines passagers quasi identiques concentraient la concurrence sur la qualité du service à bord. Il était alors courant d'être accueilli à bord et installé avec l'aide d'un personnel de cabine souriant. Certaines compagnies ont même supprimé des sièges pour créer un espace bar voire un salon avec piano. 
Le revers de la médaille était un taux de remplissage de l'ordre de 60 % et un coût de l'ordre de 3 à 4 fois plus élevé que le coût de base actuel.

## Les tendances depuis la dérégulation

### Fusion en série et réduction de la concurrence[1]
Le contrôle du gouvernement sur l'attribution des dessertes aériennes et sur les prix a cessé aux États-Unis en 1978. La conséquence immédiate a été la création de nombreuses compagnies aériennes, un accroissement de l'offre et une baisse des prix. La concurrence s'est révélée bénéfique pour le voyageur aérien mais a entraîné la faillite de nombreuses compagnies et la fusion de nombreuses autres. L'émergence (en 2017) de 4 compagnies majeures, United, Delta, American et Southwest, s'est faite en 30 ans à partir de la fusion de 25 compagnies.
La baisse du trafic aérien consécutive aux attentats terroristes du 11 septembre a encore accru la tendance vers une concentration de l'offre qui s'est traduite, au moins pour les tarifs de la classe économique, par une diminution du confort et une augmentation des prix.

### Rétrécissement des sièges et accroissement des bénéfices[1]
Afin d'accroître le nombre de passagers transportés les compagnies aériennes ont réduit la largeur des sièges à 17, voire 16,5 pouces, ce qui permet sur un avion à deux couloirs des rangées de 10 sièges au-lieu de 9. En 1985, la largeur minimale était de 18 pouces. De même, le pas entre les sièges a été réduit de 1 à 5 pouces et les réductions ont même porté sur le nombre de toilettes disponibles !
Les bénéfices ont eux augmenté grâce à un taux de remplissage qui a atteint, aux États-Unis 83 % en 2015 alors qu'ils atteignait à peine 60% en 1980.

### Sécurité[1]
Les règlements de sécurité, en particulier celles concernant l'évacuation des passagers en cas d'accident, n'ont pas été modifiées. Toutefois il est évident que la réduction des espaces entre les rangées de sièges a une influence sur le déplacement des passagers.
La réduction de la taille des sièges est aussi un facteur aggravant des risques de thromboses veineuses en particulier au cours des vols long-courriers.

## Morphologie et physiologie du passager aérien
Le passager aérien de 2015 est différent de celui de 1985. Par exemple, aux États-Unis, le poids moyen d'un homme est passé de 80 à 90 kg et celui d'une femme de 66 à 75 kg.  Les compagnies aériennes ont de plus en plus souvent à traiter le cas de passagers qui ne peuvent pas s'asseoir dans le siège devenu le standard de la classe économique. Si la règlementation d'un pays impose de ne pas refuser le transport d'une personne souffrant d'un excès de poids les compagnies sont contraintes d'adapter leur offre : une solution consiste à inciter le voyageur à réserver deux sièges puis à lui en rembourser un.
Les compagnies aériennes doivent aussi accommoder des passagers de tous âges dont l'état de santé peut être déficient. Les risques liés aux voyages en cabine pressurisées sont directement proportionnels à ces facteurs.
La plupart des compagnies déconseillent, voire refusent au delà de 36 semaines, le transport des femmes enceintes dans les derniers mois de leur grossesse.

## Profil du passager aérien
En France, l'enquête de la DGAC indique que 71 % des habitants ont pris l'avion au moins une fois, dont 38 % au cours de l'année écoulée. Une très grande majorité, 89 %, ont une bonne image des compagnies aériennes et 70 % ont la même opinion sur les compagnies à bas coûts. Un petit nombre de personnes souffrent d'aviophobie mais 30 % des passagers ont peur des accidents et des attentats tout en considérant, à 98 %. que le transport aérien est sûr.

## Les étapes du voyage aérien
- Choix de la compagnie aérienne. Mise en concurrence.
- Classes de service
- Achat du billet
- Transport vers l'aéroport
- Enregistrement du passager et des bagages
- Formalités de sécurité, de police et de douane
- Salle d'attente
- Embarquement
- Cabine et siège passager
- Prestations annexes à bord : repas, distractions
- Débarquement
- Formalités
- Récupération des bagages
- Transport à destination

### Choix d'une compagnie aérienne
L'extension des services disponibles sur Internet a considérablement changé la façon de choisir une compagnie aérienne pour une destination donnée. Les passagers pour lesquels le coût du billet est la donnée prioritaire peuvent utiliser les sites des comparateurs de prix. L'offre est pléthorique, une recherche simple sur comparateur billet avion donne plusieurs dizaines de propositions. Certains de ces sites sont liés à des compagnies ou des alliances de compagnies et ne prennent pas toujours en compte l'offre des compagnies à bas coût.
Le passager peut éventuellement avoir le choix entre un vol direct ou avec correspondance. Dans ce dernier cas, si les vols sont assurés par une même compagnie ou par des compagnies appartenant à la même alliance, il est généralement possible de s'enregistrer pour la totalité du voyage. Certains pays obligent toutefois à effectuer un nouvel enregistrement pour les correspondances entre vols internationaux et vols nationaux. Enfin certaines compagnies à bas coûts n'assurent pas les correspondances même entre deux de leurs propres vols.
Le passager peut aussi consulter les sites de comparaison et notation des compagnies aériennes.
Les services officiels publient une liste de compagnies dont la sécurité est mise en cause et qu'il est préférable d'éviter.

### Classes de service
Jusqu'à la dérégulation, l'offre de classes de service se limitait à deux : première et économique. Les codes de tarification F et le Y sont encore utilisés pour la première classe et la classe économique plein tarif. La différenciation entre les deux classes se limitait essentiellement à la taille du siège et à la qualité des repas servis à bord.
Actuellement (2017) les compagnies aériennes proposent jusqu'à 4 classes de service sur un même vol. Compte tenu des alliances entre compagnies et de la concurrence les sites comparateurs de service distinguent 7 types d'aménagement de sièges en cabine passager :
- sur vols court-courrier :
  - classe économique (Economy)
  - classe affaire (Business)

- sur vols long-courrier
  - classe économique (Economy)
  - classe prémium-économique (Premium Economy)
  - classe affaire (Business)
  - première classe (First)

La classe de service influe non seulement sur l'aménagement de la cabine et la qualité du service à bord mais aussi sur les règles de modification ou annulation de réservations, sur les priorités dans les différentes files d'attente pour l'enregistrement, les formalités de police et de douane, l'embarquement, la quantité de bagages autorisés et leur livraison.
De manière générale la tendance est à une offre de service basique en classe économique où les services font l'objet d'une tarification supplémentaire et une offre de service tout-compris en classe Affaire ou Première.

### Billet d'avion
Le billet d'avion est un contrat établi entre une compagnie aérienne et un voyageur et ne peuvent donc être utilisés que par la personne désignée sur le titre de transport. Jusqu'à la dérégulation, les billets étaient le plus souvent transférables, transformables et remboursables. Si les billets établis en "Affaire" ou "Première" bénéficient toujours de certaines de ces dispositions, les billets "Économie" sont soumis à des pénalités en cas de modification ou d'annulation du fait du voyageur. Les compagnies à bas coûts considèrent que dans le cas d'un itinéraire à segments multiples, chaque billet est un contrat indépendant et peuvent pénaliser le voyageur même en cas de retard ou d'annulation de leur fait qui génèrerait l'impossibilité d'utiliser un segment ultérieur.

### Enregistrement du passager et des bagages
L'enregistrement est une procédure nécessaire pour s'assurer que le passager est le titulaire du billet, qu'il est en possession des documents d'identité qui lui seront demandés à l'arrivée et pour établir le manifeste des passagers effectivement à bord de l'avion. Les bagages destinés à voyager en soute sont déposés à cette occasion.
Les compagnies aériennes disposent de leurs propres guichets d'enregistrement dans les aéroports où leur trafic est suffisant. Dans le cas contraire le service est sous-traité au personnel de l'aéroport.
Afin d’accélérer la procédure et de diminuer le nombre de personnels nécessaires, les compagnies installent de plus en plus souvent des bornes automatiques permettant au passager de s'enregistrer lui-même, voire d'identifier ses bagages.
Les passagers des classes "affaire" et "première" bénéficient souvent d'un guichet séparé et d'agents en nombre suffisant pour réduire les temps d'attente.
Les coûts des excédents de bagages, plus que l'étourderie ou la malveillance, sont la cause principale des alertes à la bombe due aux colis abandonnés. Leur coût non anticipé et souvent pour de la bimbeloterie, comme les cadeaux pour de la famille, incite certains voyageurs à laisser sur place une partie de leurs affaires.

## Droits du passager aérien
Les droits du passager aérien en cas d'incident ou d'accident dépendent de la nationalité du transporteur, du lieu d'embarquement, de la destination. En cas de litige il est donc nécessaire de se renseigner auprès des services officiels.
Pour la France (et l'Union Européenne) les droits concernent :
- les retards, annulation et la sur-réservation d'un vol
- la perte ou la détérioration des bagages
- le transport des personnes handicapés et à mobilité réduite

|                                     |                                  | UE, EEE | Canada | USA |
| ----------------------------------- | -------------------------------- | --- | --- | --- |
| Champ d'application                 | Champ d'application              | Vol au départ de l'UE, EEE Vol à l'arrivée en UE, EEE si compagnie de l'UE                                                                                                 | Vols au départ et à destination du Canada | Vols au départ des USA |
| Exclusions                          | Exclusions                       | - Guerre, instabilité politique - Conditions météorologiques - Gestion du trafic aérien - Grève externe à la compagnie - Annulation si informé plus de 14 jours à l'avance | - Guerre, instabilité politique, sabotage - Conditions météorologiques - Problèmes liés à l’exploitation de l’aéroport - Urgence médicale, collision avec un animal - Grèves internes et externes - Défaut de fabrication de l’aéronef                                                         | |
| Refus d'embarquement ("surbooking") | Actions                          | - Proposition d'un autre vol - ou Remboursement si le passager ne souhaite plus voyager                                                                                    | - Recherche de volontaires - Réacheminement sur le prochain vol (incluant les compagnies avec une entente commerciale), et pour les grandes compagnies: - Si plus de 9h, sur toute compagnie - Si plus de 48h, sur tout aéroport à proximité                                                   | Au bon vouloir de la compagnie |
| Refus d'embarquement ("surbooking") | Attente                          | Repas, rafraîchissements, communications Si nuit: hôtel et transferts | Repas, rafraîchissements, communications Si nuit: hôtel et transferts | Au bon vouloir de la compagnie |
| Refus d'embarquement ("surbooking") | Indemnité                        | 125 à 600€ (selon la distance et le retard à l'arrivée) | 900 $ à 2400$ (selon le retard à l'arrivée) | 0 à 1550$ (en fonction du retard et si domestique ou international) pas d'indemnité pour les vols charters, les vols de moins de 30 places |
| Annulation                          | Options                          | - Remboursement de l'ensemble des billets et rapatriement au lieu de départ - ou Réacheminement au plus vite ou à une date ultérieure au choix                             | - Remboursement avec indemnité de 400$ (125$ pour les petites compagnies) - ou Réacheminement sur le prochain vol (incluant les compagnies avec une entente commerciale), et pour les grandes compagnies: - Si plus de 9h, sur toute compagnie - Si plus de 48h, sur tout aéroport à proximité | - Remboursement des billets non utilisés                                                                                                   |
| Annulation                          | Attente                          | Repas, rafraîchissements, communications (si plus de 2 à 4h en fonction de la distance) Si nuit: hôtel et transferts                                                       | Repas, rafraîchissements, communications Si nuit: hôtel et transferts | Au bon vouloir de la compagnie |
| Annulation                          | Indemnité                        | 125 à 600€ (selon la distance et le retard à l'arrivée) | 125 $ à 1000$ (selon la taille de la compagnie et le retard à l'arrivée) Exclusions: 125$ ou 400$ (petite ou grande compagnie) | Au bon vouloir de la compagnie |
| Annulation (cas d'exclusions)       | Annulation (cas d'exclusions)    | | Pour les grandes compagnies: - Si plus de 48h, sur toute compagnie - Si plus de 48h après la perturbation, sur tout aéroport à proximité | Au bon vouloir de la compagnie |
| Retard de plus de 3h                | Indemnité                        | 250 à 600€ (selon la distance et le retard à l'arrivée) | 125 $ à 1000$ (selon la taille de la compagnie et le retard à l'arrivée) | Non (au bon vouloir de la compagnie) |
| Sièges des enfants                  | Sièges des enfants               | Au bon vouloir de la compagnie | - 0 à 5 ans : à côté de leur parent ou tuteur - 5 à 11 ans : même rangée, séparés par au plus un siège - 12 à 13 ans : séparés par au plus une rangée | Au bon vouloir de la compagnie |
| Mode d'indemnisation                | Mode d'indemnisation             | En argent Le passager peut accepter un avoir | En argent Si le passager accepte un avoir, il ne doit jamais expirer | Au bon vouloir de la compagnie |
| Bagage perdu, endommagé, retardé    | Bagage perdu, endommagé, retardé | Jusqu'à 2 350$ | Jusqu'à 2 350$ | Jusqu'à 2 350$ |

Il existe aussi des conventions internationales, dont la Convention de Varsovie datant de 1929, toujours en vigueur pour le règlement des accidents aériens.